# Электронная теория металлов
Электронная теория металлов — раздел физики твёрдого тела, который изучает физические свойства металлов или металлического состояния вещества. В основном предметом исследования теории являются кристаллические вещества с металлическим типом проводимости. В основе теории металлов лежит зонная теория твёрдых тел. Волновые функции электроны на внутренних орбиталях слабо перекрываются, что приводит к сильной локализации, а для внешних валентных электронов качественную картину энергетического спектра может дать модель почти свободных электронов.

## Общие свойства
Электронные оболочки атомов составляющих кристаллическую решётку типичных металлов сильно перекрываются, в результате чего нельзя указать у какого иона локализован тот или иной электрон валентной оболочки — они легко перетекают от одного иона к другому и, в этом случае, говорят, что электроны коллективизированы. Ионы представляют собой ядра и электроны внутренних оболочек, которые сильно локализованы и электронов, которые делокализованные электроны внешних оболочек, которые свободно перемещаются по кристаллу. Именно свободные электроны отвечают за многие физические и, в особенности, транспортные свойства металлов. Не смотря на то, что электроны сильно взаимодействуют с ионными остовами решётки и между собой, теорию металлов можно построить для невзаимодействующих электронов — теперь уже не обычных частиц, а квазичастиц, обладающих отличающимися физическими характеристиками и двигающихся в эффективном поле (среднее поле), которое включает в себя действие всех остальных электронов и ионов металла. Кристаллическая решётка должна обладать трансляционной симметрией, которая выражается в периодической зависимости многих физических свойств кристалла. Например, для потенциальной энергии электрона в кристалле можно записать

| {\displaystyle U({\textbf {r}}+{\textbf {a}}_{n})=U({\textbf {r}})\,,} | \| \| \| \| \| \| \| \| | (Ур. 1.1) |
|                                                                        |                         |           |
|                                                                        |                         |           |
где вектор {\displaystyle {\textbf {a}}_{n}} — это произвольный период решётки, который представляется в виде суммы произведения тройки целых чисел и тройки базисных векторов

| {\displaystyle {\textbf {a}}_{n}=n_{1}{\textbf {a}}_{1}+n_{2}{\textbf {a}}_{2}+n_{3}{\textbf {a}}_{3}\,.} | \| \| \| \| \| \| \| \| | (Ур. 1.2) |
| |                         |           |
| |                         |           |
Стационарное уравнение Шрёдингера для электрона в трёхмерном кристалле записывается в виде

| {\displaystyle -{\frac {\hbar ^{2}}{2m}}\nabla ^{2}\psi ({\textbf {r}})+U({\textbf {r}})\psi ({\textbf {r}})=\varepsilon \psi ({\textbf {r}})\,.} | \| \| \| \| \| \| \| \| | (Ур. 1.3) |
| |                         |           |
| |                         |           |
где {\displaystyle \hbar } — редуцированная постоянная Планка, m — эффективная масса электрона, ε — энергия. Волновая функция удовлетворяет условию

| {\displaystyle \psi ({\textbf {r}}+{\textbf {a}}_{n})=e^{i{\textbf {p}}{\textbf {a}}_{n}/\hbar }\psi ({\textbf {r}})=e^{i{\textbf {p}}({\textbf {r}}+{\textbf {a}}_{n})/\hbar }u({\textbf {r}})\,,} | \| \| \| \| \| \| \| \| | (Ур. 1.4) |
| |                         |           |
| |                         |           |
которое выражает теорему Блоха. Здесь u — периодическая функция
{\displaystyle u({\textbf {r}}+{\textbf {a}}_{n})=u({\textbf {r}})\,,}
а {\displaystyle {\textbf {p}}/\hbar } — некий векторный коэффициент, определённый с точностью до вектора обратной решётки K, который обладает свойством K an=2πm, где m — целое число. Эта величина называется волновым вектором, а p — квазиимпульсом.
Для уравнения Шрёдингера в кристалле задают также периодические граничные условия, которые определяют возможные значения для векторного параметра {\displaystyle {\textbf {p}}/\hbar }. Например, для параллелепипеда (много больше, чем размер элементарной ячейки) со сторонами Li, где индекс принимает значения x, y, z
{\displaystyle {\frac {p_{i}}{\hbar }}={\frac {2\pi n_{i}}{L_{i}}}\,,}
где ni — большие натуральные числа. Вектор p принимает дискретные значения, но разделены эти значения такими малыми интервалами Δpi, что их рассматривают как дифференциалы dpi. Число состояний dN в элементе объёма d3p=dpxdpydpz равно
{\displaystyle dN={\frac {V}{(2\pi \hbar )^{3}}}d^{3}{\textbf {p}}\,,}
где V — объём кристалла, а выражение в правой части перед дифференциалом имеет смысл плотности состояний. Здесь не учитывается вырождение по спину. При двух возможных ориентациях спина к плотности состояний добавляется множитель двойка.

Зона Бриллюэна для гранецентрированной кубической решетки. Показаны линии и точки симметрии.

Для выбора области определения квазиимпульса в пространстве квазиимпульсов, чтобы не было квазиимпульсов отличающихся на вектора обратной решётки, удобно построить элементарную ячейку Вигнера — Зейца отображённую в обратное пространство, которая называется зоной Бриллюэна. Энергия как функция квазиимпульса обладает симметрией относительно замены знака квазиимпульса
{\displaystyle \varepsilon ({\textbf {p}})=\varepsilon (-{\textbf {p}})\,,}
что следует из эрмитовости гамильтониана. Часто решётки металлов обладают большой симметрией, что отражается на свойствах энергетического спектра. Симметрия элементарной ячейки находит отражение в симметрии энергетического спектра. Например, на краях или в центре элементарной ячейки (гранецентрированные, объёмоцентрированные или кубические) расположены точки высокой симметрии, где энергия достигает экстремумов.

## Приближение сильно связанных электронов
Для расчёта зонной структуры металлов {\displaystyle \varepsilon ({\textbf {p}})} применяются сложные численные методы. Однако, для качественно понимания поведения квазичастиц в металле можно рассмотреть электроны в периодическом потенциале кристалла (одномерном металле с периодом a) в приближении сильной связи. Стационарное уравнение Шрёдингера примет виде

| {\displaystyle -{\frac {\hbar ^{2}}{2m}}{\frac {d^{2}\psi (x)}{dx^{2}}}+V(x)\psi (x)=\varepsilon \psi (x)\,,} | \| \| \| \| \| \| \| \| | (Ур. 2.1) |
| |                         |           |
| |                         |           |
где потенциал равен

| {\displaystyle V(x)=\sum _{n}U(x-na)\,.} | \| \| \| \| \| \| \| \| | (Ур. 2.2) |
|                                          |                         |           |
|                                          |                         |           |
Решения уравнения (2.1) можно представить в виде блоховских функций

| {\displaystyle \psi _{p}(x)=e^{ipx/\hbar }u_{p}(x)} | \| \| \| \| \| \| \| \| | (Ур. 2.3) |
|                                                     |                         |           |
|                                                     |                         |           |
с собственными значениями ε(p). Эти функции используют для построения функций Ванье

| {\displaystyle w_{n}(x)=N^{-1/2}\sum _{p}e^{-ipna/\hbar }\psi _{p}(x)\,,} | \| \| \| \| \| \| \| \| | (Ур. 2.4) |
|                                                                           |                         |           |
|                                                                           |                         |           |
где N — число атомов в кристалле, квазиимпульс ограничен первой зоной Бриллюэна {\displaystyle -\pi \hbar /a\leq p\leq \pi \hbar /a\,.} Функция wn локализована на n-ом атоме. Ванье функции формируют ортонормированный базис и блоховские функции можно выразить через функции Ванье (обратное преобразование)

| {\displaystyle \psi _{p}(x)=N^{-1/2}\sum _{n}e^{ipna/\hbar }w_{n}(x)\,.} | \| \| \| \| \| \| \| \| | (Ур. 2.5) |
|                                                                          |                         |           |
|                                                                          |                         |           |
Если подставить это выражение в уравнение Шрёдингера (2.1) можно использовать метод последовательных приближений для поиска энергий и волновых функций.

| {\displaystyle \sum _{n}\left(-{\frac {\hbar ^{2}}{2m}}{\frac {d^{2}}{dx^{2}}}+U(x-na)\right)e^{ipna/\hbar }w_{n}(x)+\sum _{n}h(x)e^{ipna/\hbar }w_{n}(x)=\varepsilon (p)\sum _{n}e^{ipna/\hbar }w_{n}(x)\,,} | \| \| \| \| \| \| \| \| | (Ур. 2.6) |
| |                         |           |
| |                         |           |
где малый потенциал

| {\displaystyle h(x)=V(x)-\sum _{n}U(x-na)\,.} | \| \| \| \| \| \| \| \| | (Ур. 2.7) |
|                                               |                         |           |
|                                               |                         |           |
В нулевом приближении можно использовать волновую функцию изолированного атома w(0)=φ(x), которому соответствует энергия ε0. А для первого порядка получается следующее уравнение

| {\displaystyle \sum _{n}\left(-{\frac {\hbar ^{2}}{2m}}{\frac {d^{2}}{dx^{2}}}+U(x-na)-\varepsilon _{0}\right)w^{(1)}e^{ipna/\hbar }=(\varepsilon (p)-\varepsilon _{0})\sum _{n}e^{ipna/\hbar }w_{n}^{(0)}(x)-\sum _{n}h(x)e^{ipna/\hbar }w_{n}^{(0)}(x)\,.} | \| \| \| \| \| \| \| \| | (Ур. 2.8) |
| |                         |           |
| |                         |           |
Решение этого уравнения следует из условия ортогональности

| {\displaystyle \varepsilon (p)-\varepsilon _{0}={\frac {\sum _{n}h(n)e^{ipna/\hbar }}{\sum _{n}I(n)e^{ipna/\hbar }}}={\frac {\sum _{n}\int \phi ^{*}(x)h(x)\phi (x-na)dxe^{ipna/\hbar }}{\sum _{n}\int \phi ^{*}(x)\phi (x-na)dxe^{ipna/\hbar }}}=h(0)+2(h(1)-h(0)I(1))\cos(pa/\hbar )\,,} | \| \| \| \| \| \| \| \| | (Ур. 2.9) |
| |                         |           |
| |                         |           |
где коэффициент перед косинусом определяет ширину зоны, а сама энергия есть периодическая функция квазиимпульса с периодом {\displaystyle 2\pi \hbar /a}. В центре и на краях зоны Бриллюэна функция имеет экстремумы. Физическая картина представляется ввиду уширения слабо перекрывающихся индивидуальных уровней изолированных атомов, что применимо для электронов на внутренних оболочках. В частности некоторые зоны переходных и редкоземельных металлов можно найти из трёхмерного обобщения рассмотренной одномерной задачи.

## Приближение почти свободных электронов

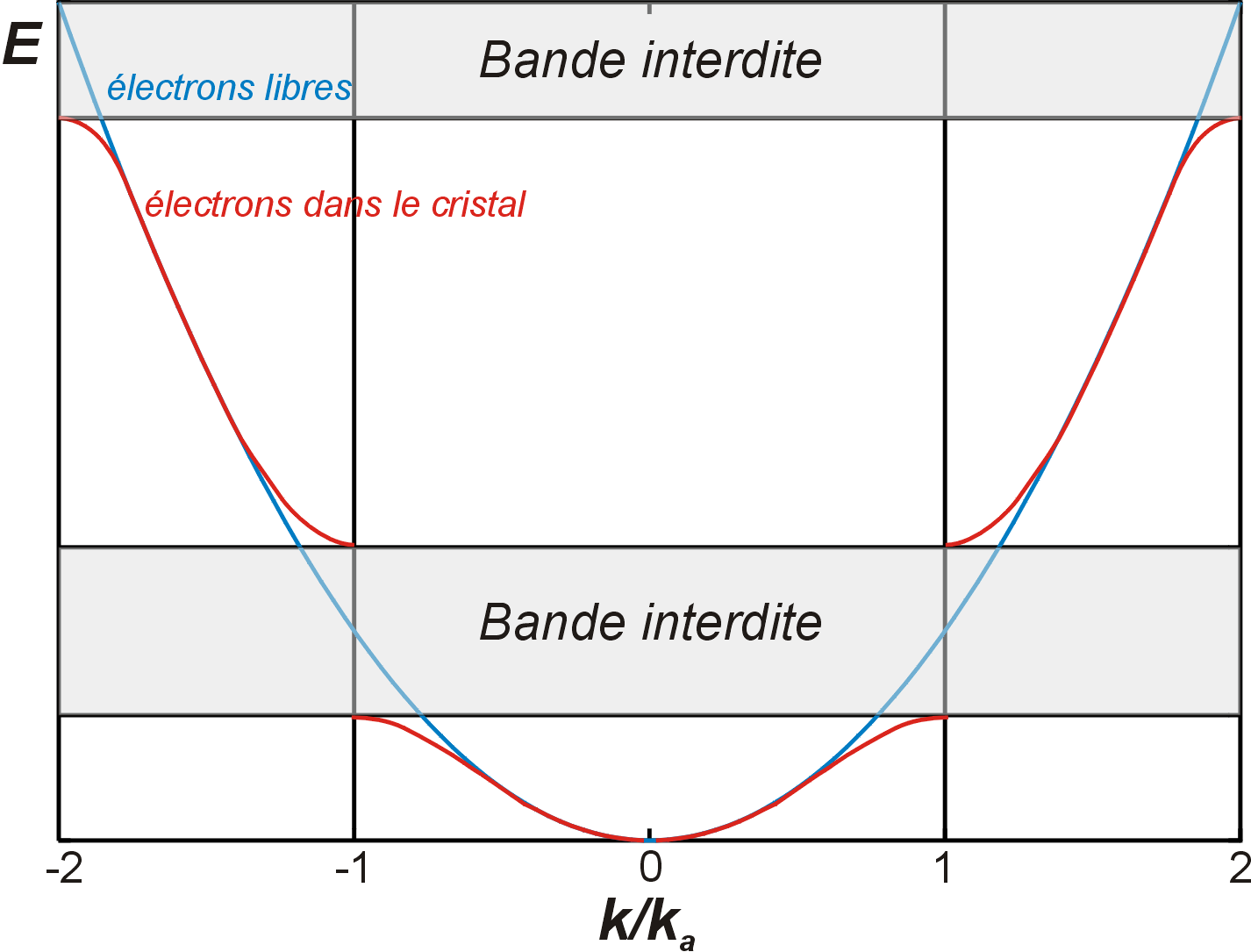
Зона Бриллюэна для одномерной решётки решетки. Показаны параболический закон дисперсии и запрещённые зоны.

Для почти свободных электронов, применима теория возмущений. Электронная волновая функция для параболического закона дисперсии с энергией {\displaystyle \varepsilon ^{(0)}=p^{2}/2m} в одномерной системе размера L представляется в виде плоской волны для уравнения Шрёдингера Hψ=Eψ

| {\displaystyle \psi ^{(0)}={\frac {1}{L^{1/2}}}e^{ipx/\hbar }\,.} | \| \| \| \| \| \| \| \| | (Ур. 3.1) |
|                                                                   |                         |           |
|                                                                   |                         |           |
Периодический потенциал удобно разложить в ряд Фурье по векторам обратной решётки

| {\displaystyle U(x)=\sum _{n}U_{n}e^{2\pi inx/a}} | \| \| \| \| \| \| \| \| | (Ур. 3.2) |
|                                                   |                         |           |
|                                                   |                         |           |
Матричные элементы для потенциала U(p,p')=<p'|U(x)|p> определяется стандартным способом

| {\displaystyle U(p,p')=L^{-1}\int U(x)e^{-i(p-p')x/\hbar }dx=U_{n}\,.} | \| \| \| \| \| \| \| \| | (Ур. 3.3) |
|                                                                        |                         |           |
|                                                                        |                         |           |
Первый порядок теории возмущений даёт постоянный сдвиг нулевой энергии {\displaystyle \varepsilon ^{(1)}=U(p,p)=U_{0}}, а для второго порядка поправка принимает виде

| {\displaystyle \varepsilon ^{(2)}(p)=\sum _{n\neq 0}{\frac {\|U_{n}\|^{2}}{\varepsilon ^{(0)}(p)-\varepsilon ^{(0)}(p-2\pi n\hbar /a)}}\,.} | \| \| \| \| \| \| \| \| | (Ур. 3.4) |
| |                         |           |
| |                         |           |
Теория возмущений теряет применимость в точках на краю зон Бриллюэна из-за вырождения по квазиимпульсу, поэтому волновую функцию ψ представляют ввиду суперпозиции двух волновых функций ψ=A1ψ1+A2ψ2 с неизвестными коэффициентами и применяют теорию возмущений для вырожденных уровней, решая секулярное уравнение. Энергия на краях зон Бриллюэна имеет вид

| {\displaystyle \varepsilon ={\frac {1}{2}}\left({\frac {p^{2}}{2m}}+{\frac {p'^{2}}{2m}}\right)\pm \left[{\frac {1}{4}}\left({\frac {p^{2}}{2m}}-{\frac {p'^{2}}{2m}}\right)^{2}+\|U_{n}\|^{2}\right]^{1/2}\,,} | \| \| \| \| \| \| \| \| | (Ур. 3.5) |
| |                         |           |
| |                         |           |
со скачком равным {\displaystyle 2|U_{n}|} при {\displaystyle p=\pm \pi n\hbar /a}.

## Электроны в металле
|                                                     | Свободный электрон | Комментарии                         | Электрон проводимости | Комментарии                                                                          |
| --------------------------------------------------- | --- | ----------------------------------- | --- | ------------------------------------------------------------------------------------ |
| Стационарная волновая функция                       | {\displaystyle \psi =Ae^{i{\textbf {pr}}/\hbar }}                                                                                     | A — константа                       | {\displaystyle \psi _{s}=u_{s}({\textbf {r}})e^{i{\textbf {pr}}/\hbar }\,,} {\displaystyle U_{s}({\textbf {r}})=U_{s}({\textbf {r}}+{\textbf {a}})}            | теорема Блоха                                                                        |
| Энергия                                             | {\displaystyle E={\frac {{\textbf {p}}^{2}}{2m}}}                                                                                     |                                     | {\displaystyle E_{s}({\textbf {p}})=E_{s}({\textbf {p}}+2\pi \hbar {\textbf {b}})}                                                                             | b — вектор обратной решётки                                                          |
| Изоэнергетическая поверхность                       | {\displaystyle p^{2}=2mE} | сфера                               | {\displaystyle E_{s}({\textbf {p}})=const} | периодическая поверхность                                                            |
| Скорость                                            | {\displaystyle {\textbf {v}}={\frac {\textbf {p}}{m_{0}}}}                                                                            |                                     | {\displaystyle {\textbf {v}}({\textbf {p}})={\frac {\partial E}{\partial {\textbf {p}}}}}                                                                      |                                                                                      |
| Масса                                               | {\displaystyle m_{0}} | масса покоя электрона               | {\displaystyle \left({\frac {1}{m}}\right)_{ik}={\frac {\partial ^{2}E}{\partial p_{i}\partial p_{k}}}}                                                        | тензор обратных эффективных масс                                                     |
| Циклотронная масса                                  | {\displaystyle m_{0}} | масса покоя электрона               | {\displaystyle {\textbf {H}}=(0,0,H_{z})\,,}{\displaystyle m={\frac {1}{2\pi }}{\frac {\partial S(E,p_{z})}{\partial E}}}                                      | S площадь сечения изоэнергетической поверхности при pz=const                         |
| Законы сохранения при столкновениях двух электронов | {\displaystyle E_{1}+E_{2}=E_{1}'+E_{2}'\,,}{\displaystyle {\textbf {p}}_{1}+{\textbf {p}}_{2}={\textbf {p}}_{1}'+{\textbf {p}}_{2}'} | Закон сохранения энергии и импульса | {\displaystyle E_{1}+E_{2}=E_{1}'+E_{2}'\,,}{\displaystyle {\textbf {p}}_{1}+{\textbf {p}}_{2}={\textbf {p}}_{1}'+{\textbf {p}}_{2}'+2\pi \hbar {\textbf {b}}} | квазиимпульс сохраняется с точностью до вектора обратной решётки                     |
| Плотность состояний                                 | {\displaystyle g(E)={\frac {V}{\pi ^{2}\hbar ^{3}}}{\sqrt {2m_{0}^{3}E}}}                                                             |                                     | {\displaystyle g(E)={\frac {2V}{(2\pi \hbar )^{3}}}\oint {\frac {df}{{\textbf {v}}({\textbf {p}})}}}                                                           | df — элемент площади изоэнергетической поверхности                                   |
| Энергия Ферми                                       | {\displaystyle E_{F}={\frac {(3\pi ^{2}n)^{2/3}}{2m_{0}}}}                                                                            | n — концентрация вырожденного газа  | {\displaystyle {\frac {\Omega _{s}(E_{F})}{4\pi ^{3}\hbar ^{3}}}=n_{s}}                                                                                        | Ωs — объём листа поверхности Ферми в пространстве квазиимпульсов при концентрации ns |

## Теория Ферми-жидкости
Электроны в металле взаимодействуют друг с другом и с ионами решётки. Теорию взаимодействия электронов в вырожденном электронном газе можно построить с использованием концепции Ландау о ферми-жидкости. Для идеального Ферми-газа функция распределения описывается известной формулой

| {\displaystyle f={\frac {1}{e^{(\varepsilon -\mu )/T}+1}}\,,} | \| \| \| \| \| \| \| \| | (Ур. 4.1) |
|                                                               |                         |           |
|                                                               |                         |           |
где ε=p2/2m — энергия электрона, μ — химический потенциал, T — температура. При нулевой температуре химический потенциал μ(0) разделяет заполненные и незаполненные уровни и называется уровнем Ферми. С этим уровнем Ферми связан импульс Ферми, который задаёт радиус сферы Ферми для металлов с параболическим и изотропным законом дисперсии

| {\displaystyle p_{0}=\hbar (3\pi ^{2}N/V)^{1/3}\,,} | \| \| \| \| \| \| \| \| | (Ур. 4.2) |
|                                                     |                         |           |
|                                                     |                         |           |
где V — объём, N — число частиц. При конечной температуре в металле появляются возбуждённые частицы — состояния вне сферы Ферми, и античастицы — с энергией меньшей уровня Ферми. Для таких квазичастичных состояний энергию можно отсчитывать от уровня Ферми и для малых отклонений можно записать

| {\displaystyle \xi _{p,a}=\pm \left({\frac {p^{2}}{2m}}-{\frac {p_{0}^{2}}{2m}}\right)\approx \pm v(p-p_{0})\,,} | \| \| \| \| \| \| \| \| | (Ур. 4.3) |
| |                         |           |
| |                         |           |
где v=p0/m — скорость на сферы Ферми. Индексы p и a относятся к частицам и античастицам. Концепция квазичастиц применима в случае, когда T<<μ(0).